# Schwarz und weiß wie Tage und Nächte
Schwarz und weiß wie Tage und Nächte (en alemany En blanc i negre com els dies i les nits) és el títol d'un telefilm germano-austríac que es va produir el 1978 per a Westdeutscher Rundfunk i Österreichischer Rundfunk dirigit per Wolfgang Petersen.

## Argument
Thomas Rosenmund és un jugador d'escacs excepcional fins i tot de petit. No obstant això, el joc el condueix a l'addicció i pateix un atac de nervis. El matemàtic decideix no jugar mai més als escacs. 20 anys després treballa per a una empresa d'informàtica i desenvolupa un programa d'escacs que es considera immillorable. L'actual campió mundial d'escacs Stefan Koruga pot derrotar el programa d'escacs de Rosenmund en un duel eficaç per als mitjans. Ara l'obsessió de Rosenmund ha agafat força i vol enfrontar-se personalment amb Koruga per tornar el favor del seu programa d'escacs. Thomas Rosenmund supera els límits dels seus poders físics i psicològics. Tot i que guanya la competició i es converteix en campió del món, poc després està completament cremat i ingressa a psiquiatria.

## Repartiment
- Bruno Ganz: Thomas Rosenmund
- Gila von Weitershausen: Marie Rosenmund
- René Deltgen: Lindford
- Ljuba Tadić: Stefan Koruga
- Joachim Wichmann: Grünfeld
- Markus Helis: Thomas Rosemund infant
- Elke Schüßler: Marie Rosemund infant

## Crítica
| «                                    | Pel·lícula tècnicament convencional que utilitza el joc com a codi per a un sistema polític-econòmic causant de malalties. Impressionant només per la presència dels actors. | » |
| — Lexikon des internationalen Films, | |   |